# Honoré-Mercier
Pour les articles homonymes, voir Honoré Mercier (homonymie) et Mercier.
Circonscription électorale fédérale du Canada
Honoré-Mercier est une circonscription électorale fédérale sur l'île de Montréal, au Québec.
La circonscription est nommée en l'honneur de l'ancien premier ministre du Québec Honoré Mercier.

## Géographie
Elle se constitue du nord-est extrême de l'île de Montréal, soit l'arrondissement d'Anjou ainsi que les quartiers de Rivière-des-Prairies (arrondissement de Rivière-des-Prairies–Pointe-aux-Trembles) et la partie nord de Mercier–Hochelaga-Maisonneuve de la ville de Montréal.
Les circonscriptions limitrophes sont Hochelaga, Saint-Léonard—Saint-Michel, Bourassa, Alfred-Pellan, Terrebonne et La Pointe-de-l'Île.

## Historique
La circonscription fut créée en 2003 avec des parties d'Anjou-Rivière-des-Prairies, Mercier et Hochelaga—Maisonneuve. Lors du redécoupage électoral de 2013 les limites de la circonscription ont peu changé ; elle a gagné un peu de territoire à l'ouest sur la circonscription de Bourassa mais en a perdu au sud sur les circonscriptions de Hochelaga et La Pointe-de-l'Île.

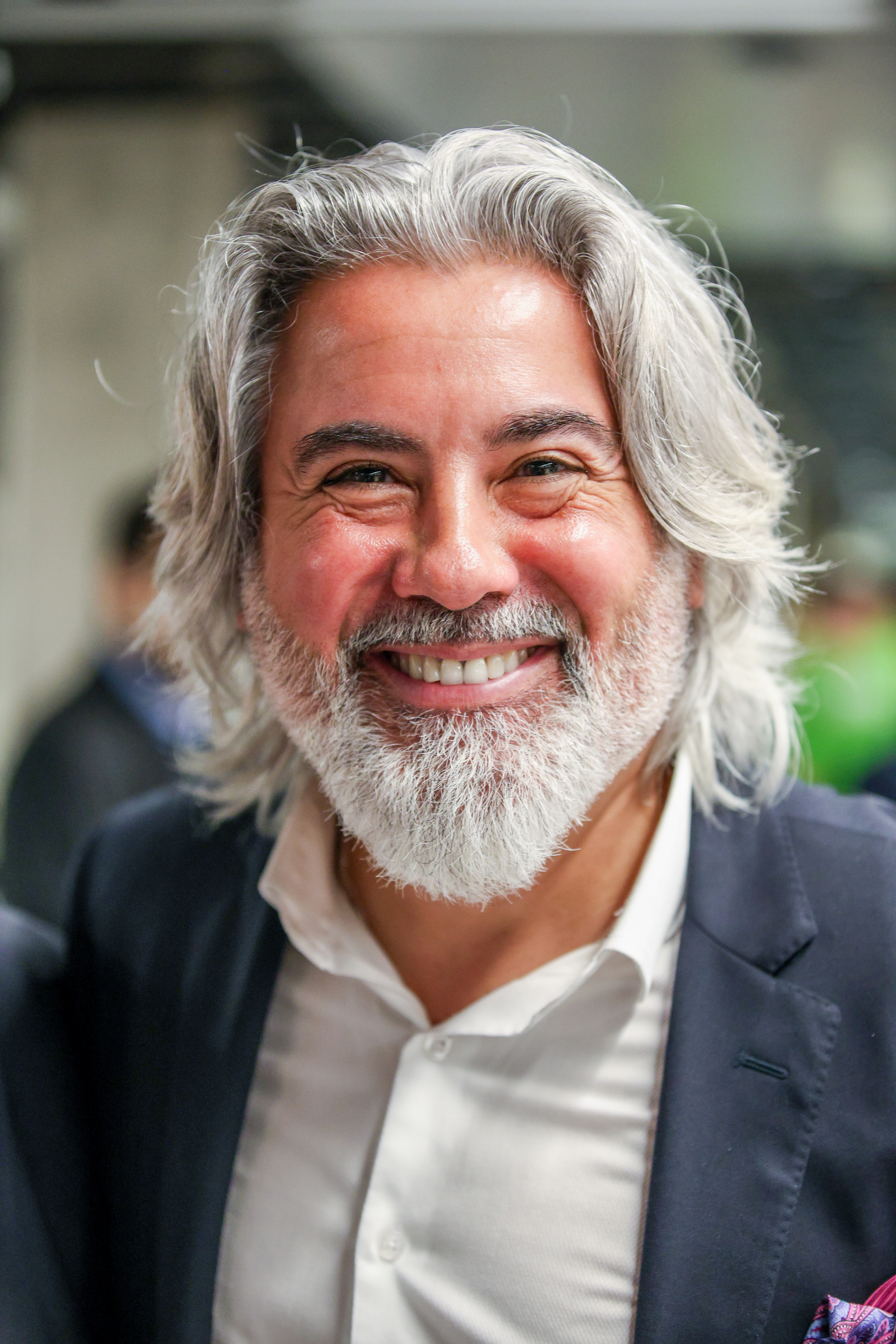
Pablo Rodriguez

## Députés
| Législature                                                                 | Années        | Député          | Parti | Parti         |
| --------------------------------------------------------------------------- | ------------- | --------------- | ----- | ------------- |
| Honoré-Mercier issue de Anjou—Rivière-des-Prairies et Hochelaga—Maisonneuve |               |                 |       |               |
| 38e                                                                         | 2004–2006     | Pablo Rodriguez |       | Libéral       |
| 39e                                                                         | 2006–2008     | Pablo Rodriguez |       | Libéral       |
| 40e                                                                         | 2008–2011     | Pablo Rodriguez |       | Libéral       |
| 41e                                                                         | 2011–2015     | Paulina Ayala   |       | Néo-démocrate |
| 42e                                                                         | 2015–2019     | Pablo Rodriguez |       | Libéral       |
| 43e                                                                         | 2019–2021     | Pablo Rodriguez |       | Libéral       |
| 44e                                                                         | 2021–2025     | Pablo Rodriguez |       | Libéral       |
| 45e                                                                         | 2025–en cours | Eric St-Pierre  |       | Libéral       |

## Résultats électoraux
|       | Candidat                 | Parti                | # de voix | % des voix |
|       | Guy Croteau              | Conservateur         | +06 226,  | 12,05 %    |
|       | Audrey Beauséjour        | Bloc québécois       | +06 680,  | 12,93 %    |
|       | Pablo Rodriguez          | Libéral              | +29 211,  | 56,55 %    |
|       | (sortante) Paulina Ayala | NPD                  | +08 478,  | 16,41 %    |
|       | Angela Budilean          | Vert                 | +00814,   | 1,58 %     |
|       | Yves Le Seigle           | Marxiste-léniniste   | +00081,   | 0,16 %     |
|       | Dayana Dejean            | Forces et Démocratie | +00168,   | 0,33 %     |
| Total | Total                    | Total                | 51 658    | 100 %      |